# Nathaniel Coleman
Nathaniel Coleman (* 1. ledna 1997 Murray) je americký reprezentant a závodník ve sportovním lezení, stříbrný medailista prvních olympijských her ve sportovním lezení v Tokiu v kombinaci, akademický vicemistr světa, několikanásobný mistr a juniorský mistr USA v boulderingu.

## Výkony a ocenění
- juniorský mistr USA v boulderingu
- mistr USA v boulderingu
- 2016: akademický vicemistr světa v boulderingu
- 2021: stříbrný medailista LOH 2021 v Tokiu v kombinaci